# Пшевуз (Зеленогурський повіт)
Пшевуз (пол. Przewóz) — село в Польщі, у гміні Боядла Зеленогурського повіту Любуського воєводства.
Населення — 79 осіб (2011).
У 1975-1998 роках село належало до Зеленогурського воєводства.

## Демографія
Демографічна структура станом на 31 березня 2011 року:
|          | Загалом | Допрацездатний вік | Працездатний вік | Постпрацездатний вік |
| -------- | ------- | ------------------ | ---------------- | -------------------- |
| Чоловіки | 39      | 6                  | 27               | 6                    |
| Жінки    | 40      | 10                 | 15               | 15                   |
| Разом    | 79      | 16                 | 42               | 21                   |